# Saarinen (sjö i Saarijärvi, Mellersta Finland)
Saarinen är en sjö i kommunen Saarijärvi i landskapet Mellersta Finland i Finland. Sjön ligger 172,7 meter över havet. Den är 16 meter djup. Arean är 68 hektar och strandlinjen är 5,12 kilometer lång. Sjön  ingår i Kymmene älvs huvudavrinningsområde.   Den ligger omkring 68 kilometer nordväst om Jyväskylä och omkring 290 kilometer norr om Helsingfors. 
I sjön finns öarna Koppelisaari och Kalliosaari. 